# Arthur Brown (futebolista)
Arthur Alfred Brown (15 de março de 1859 - 1 de Julho de 1909) foi um futebolista inglês que jogou no Aston Villa em 1880. Ele era foi seu primeiro jogador a jogar pela seleção, fazendo três apresentações para a Inglaterra em 1882. Ao longo de sua carreira, ele era conhecido como "Digger" Brown.

## Carreira
Brown nasceu em Birmingham, e seu irmão mais velho, Albert Arthur Brown também passa a ter uma carreira como jogador de futebol com o Aston Villa. Arthur começou sua carreira jogando para os lados locais júnior incluindo Aston Cross, Aston Unity e Aston Comrades antes de ingressar no clube mais antigo na área, o Aston Villa em 1878. Sua magia inicial no Villa durou apenas algumas semanas antes que ele saiu para se juntar ao Mitchell St George.
Dois anos mais tarde, depois de Birchfield Trinity e Birmingham Excelsior, ele re-entrou para o Aston Villa. Sua posição privilegiada estava dentro de certo, mas ele poderia jogar em qualquer ala. Relatos contemporâneos o descreveu como "robusto, embora pequeno, que podia driblar os adversários com facilidade surpreendente e graça."Sua carreira clube era antes do início da Liga de Futebol e os jogos todos Brown clube foram em amistosos e na Copa da Inglaterra. Durante sua carreira Villa jogou 22 partidas da FA Cup, marcando 15 gols, muitas vezes jogando ao lado de seu capitão de equipa, Archie Hunter. Em 1886, problemas de saúde havia forçado Brown para se aposentar e que, portanto, ficou de fora da temporada inaugural do campeonato de futebol.
Ele continuou a manter-se um interesse em assuntos Villa, até que ele morreu em 1 de Julho de 1909, aos 50 anos.
Sua primeira aparição pela Inglaterra foi contra a Irlanda em 18 de fevereiro de 1882, quando ele jogou ao lado de seu colega de Villa, Howard Vaughton. Vitória da Inglaterra 13-0 ainda é a maior equipe de sempre ganhar, os atacantes do Villa "totalmente dominado" marcando nove gols entre eles, Vaughton fez cinco e Brown quatro. Mas, apesar de ter jogado nos dois outros 1882 internacionais contra País de Gales e Escócia (ambos dos quais resultaram em derrotas) ele nunca mais foi selecionado para a Inglaterra. Sua carreira internacional durou 23 dias, em que jogou três partidas marcando quatro gols.
Sua carreira no clube era antes do início da Football League e os jogos todos os jogos de Brown no clube foram em amistosos e na Copa da Inglaterra. Durante sua carreira no Villa jogou 22 partidas da FA Cup, marcando 15 gols, muitas vezes jogando ao lado de seu capitão de equipa, Archie Hunter. Em 1886, problemas de saúde havia forçado Brown para se aposentar e que, portanto, ficou de fora da temporada inaugural do campeonato de futebol.
Ele continuou a manter-se um interesse em assuntos Villa, até que ele morreu em 1 de Julho de 1909, aos 50 anos.